# NGC 3293
NGC 3293 је расејано звездано јато у сазвежђу Прамац које се налази на NGC листи објеката дубоког неба.
Деклинација објекта је - 58° 13' 48" а ректасцензија 10h 35m 51,0s. Привидна величина (магнитуда) објекта NGC 3293 износи 4,7. NGC 3293 је још познат и под ознакама OCL 816, ESO 128-SC5, Gem cluster.